# باکلانیه
باکلانیه (به لاتین: Baklanye) یک منطقهٔ مسکونی در روسیه است که در استان آستراخان واقع شده‌است.